# Ernst Nordin
Ernst Erik Axel Nordin, född 11 mars 1934 i Silje i Selånger, är en svensk skulptör och akvarellist.

## Uppväxt och utbildning
Ernst Nordins föräldrar var småjordbrukare och kvarnägare. Han var som barn duktig på finsnickeri och lövsågningsarbeten och liksom systern konstintresserad. Under fyra år studerade han kvällstid måleri hos Sundsvallskonstnären Gustav Walles medan han gick på läroverket. Därefter följde en tid som dekoratör vid Dahlmans varuhus i Sundsvall, varpå följde studier vid Konstfackskolan 1955–1959 följt av arbete vid arkitektkontor i Stockholm. Åren 1962–1967 studerade han skulptur vid Konsthögskolan i Stockholm med Arne Jones, Asmund Arle och Bror Marklund som lärare.

## Yrkeskarriär
Hösten 1967 återvände Nordin till Konstfackskolan, nu som lärare i skulptur en dag i veckan och han fortsatte att periodvis undervisa i formlära, teckning och anatomi fram till 1993. Färg och form blev 1983 en självstyrande institution på Konstfackskolan och Ernst Nordin blev dess förste prefekt under fem år. Efter tiden vid Konstfackskolan blev han universitetslektor i formlära på arkitektursektionen på Kungliga Tekniska Högskolan, en tjänst han innehade fram till pensioneringen 1999.
På erhållna stipendier, bland andra Gålö-stipendiet, studerade Nordin modern konst i Schweiz och Milano och bronsgjutning lärde han sig i Paris. Hösten 1966 vann Nordin en skulpturtävling, där verket skulle associera till kontorsmiljö och den prisbelönade skulpturen kallade han "A 4".
Statens konstråd utlyste 1967 en skulpturtävling för konstnärlig utsmyckning av universitetsområdet i Umeå. Tävlingen gällde en uteskulptur i ett område i anslutning till huvudinfarten och Nordin erhöll delat förstapris och hans skulptur Norra skenet rekommenderades av juryn att den skulle utföras.

### Konstnärlig utveckling
Nordin har i sin konst inte låst sig vid en viss stilart, utan det finns klassisk skulptur, teknisk skulptur som varit föreställande och även konstruktionsarbeten. I början av sin karriär var skulpturerna ofta stora, närmast kolossala i samband med arkitektur, men efterhand gick det över till mer personliga skulpturer för att särskilt under slutet av yrkeslivet inriktas på porträtt- och medaljskulpturer. Han har modellerat ett åttiotal medaljer och jubileumsmynt och hade från 1997 uppdraget att utforma kungliga minnes- och belöningsmedaljer samt medaljer för Kungliga Vetenskapsakademin. 
Ernst Nordin har formgivit det svenska enkronemyntet från 2001 (alvin-record:101925) och porträttsidan av tiokronorsmyntet (alvin-record:101825). År 2012 vann han Sveriges riksbanks tävling om nya mynt från 2016, vilka präglas i valörerna 1 krona, 2 kronor och 5 kronor (alvin-record:158948, alvin-record:158993 och alvin-record158997). Hans tävlingsförslag hade temat Sol, vind och vatten efter Ted Gärdestads sång, och i utformningen har solstrålar, en vindpust respektive vågor avbildats på myntets siffersidor..
Mynten och medaljerna kännetecknas av en porträttkonst i miniatyr, där människan får liv och mening tack vare att Nordins övertygelse att det främst är personligheten som skall visas av den avbildade, och på så sätt får han liv i metallen. Det är levande porträtt där ingredienser som ansiktsdrag, fysionomi, karaktär, känsla, utstrålning, symbolik och lekfullhet blandas.
Nordins signatur är "EN".

## Offentliga verk i urval
- Norra skenet (1969), rostfritt stål, elva meter hög, Umeå universitet
- Torgbrunn, brons och natursten, Åkersbergahemmet, Åkersberga
- Till vind och vågor, brons, Kyrkoparken i Trelleborg
- Gårdsmusikant (1982), brons, Märsta sjukhem
- Non Serviam (1980), brons, Malmskillnadsgatan 25 i Stockholm
- Pojken och hästen (1981), brons, Tunagården i Eskilstuna
- Minnesplakett över konstnären Julius Kronberg (2002), Drottninggatan 50 i Karlskrona
- Kvinnofigur, brons, Sandhamnsgatan 4 i Stockholm

## Utmärkelser
- H.M. Konungens medalj i guld av 12:e storleken[6]

## Bildgalleri

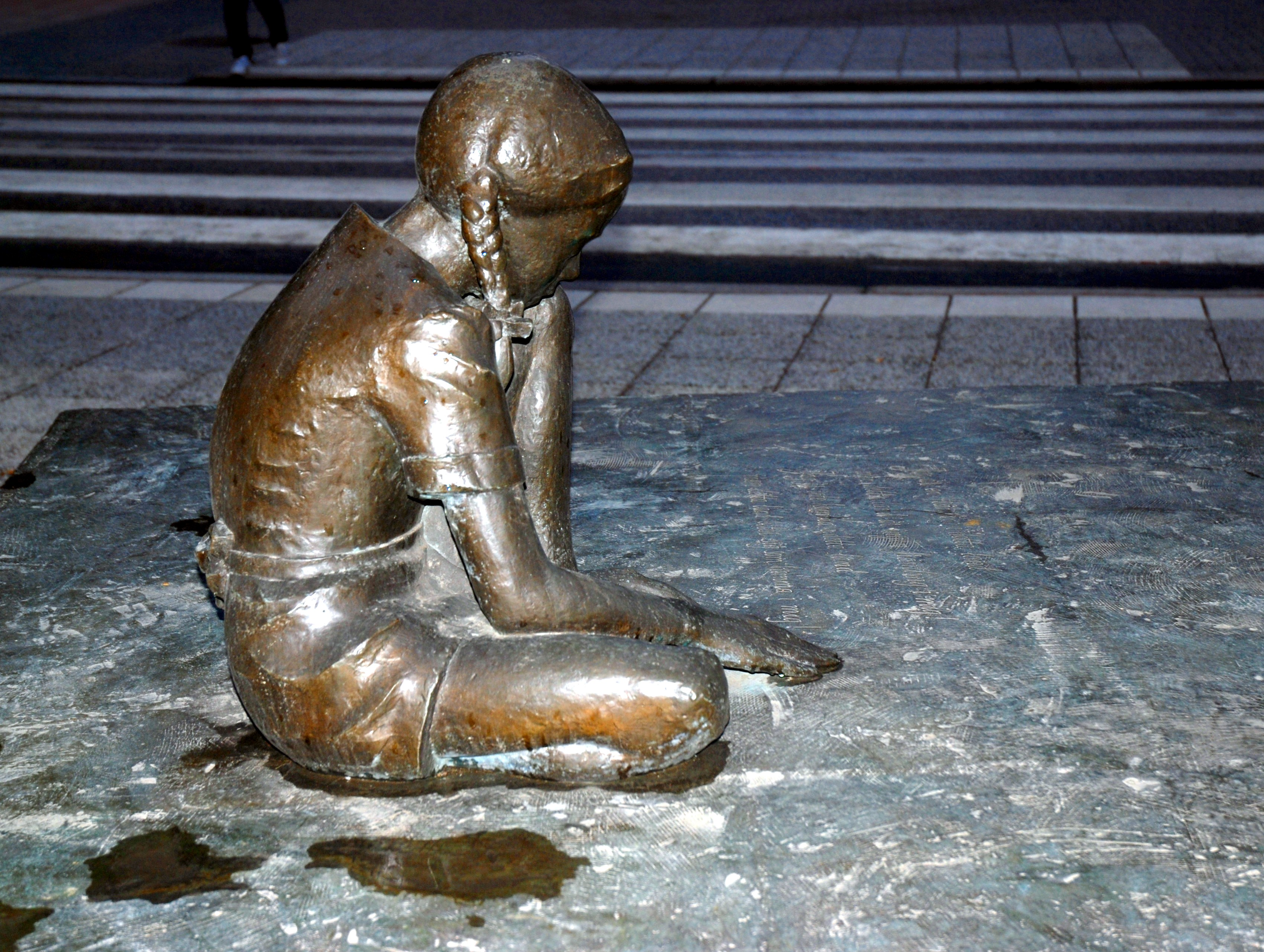
Non Serviam på  Malmskillnadsgatan i Stockholm
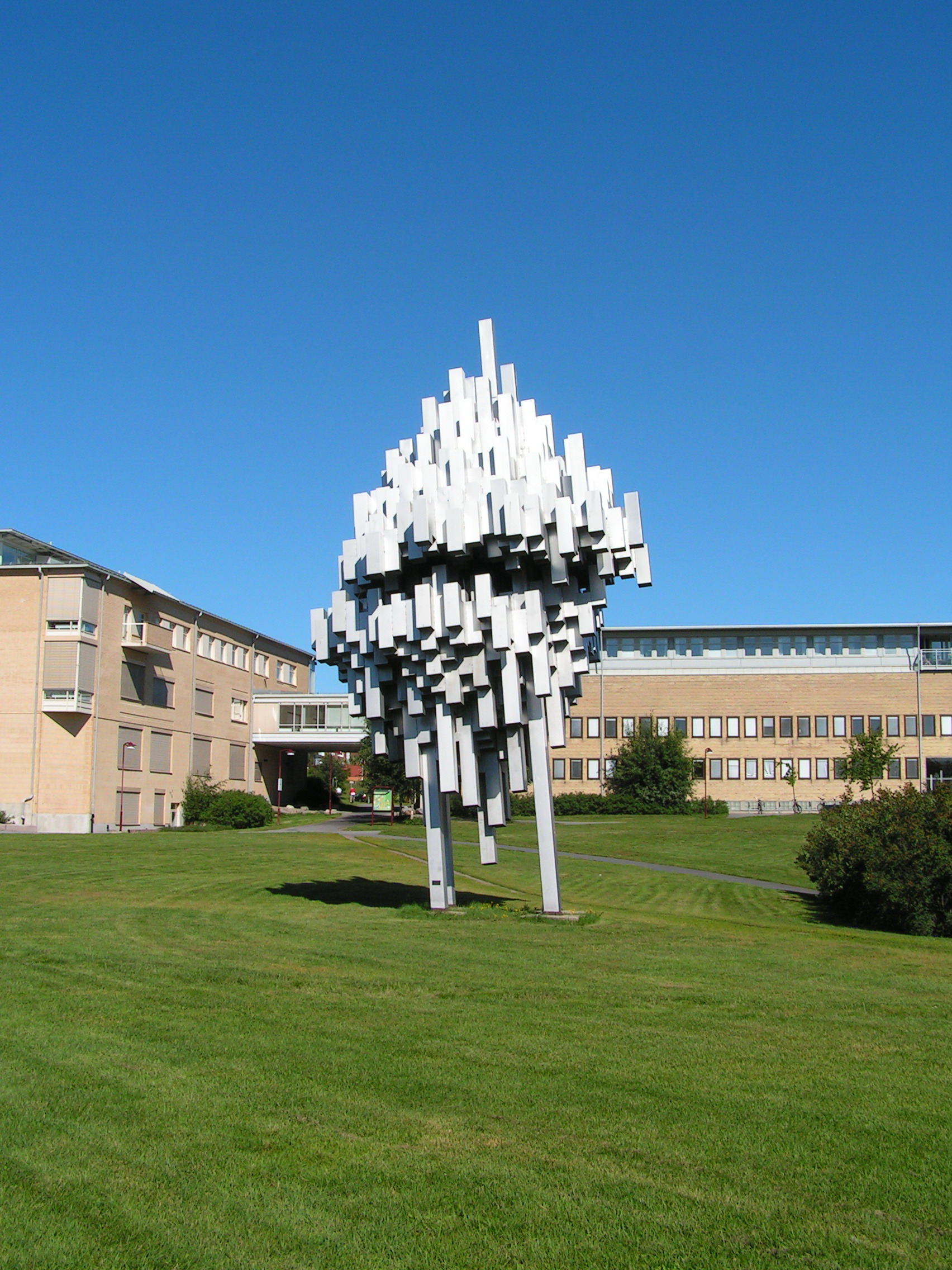
Norra skenet i Umeå
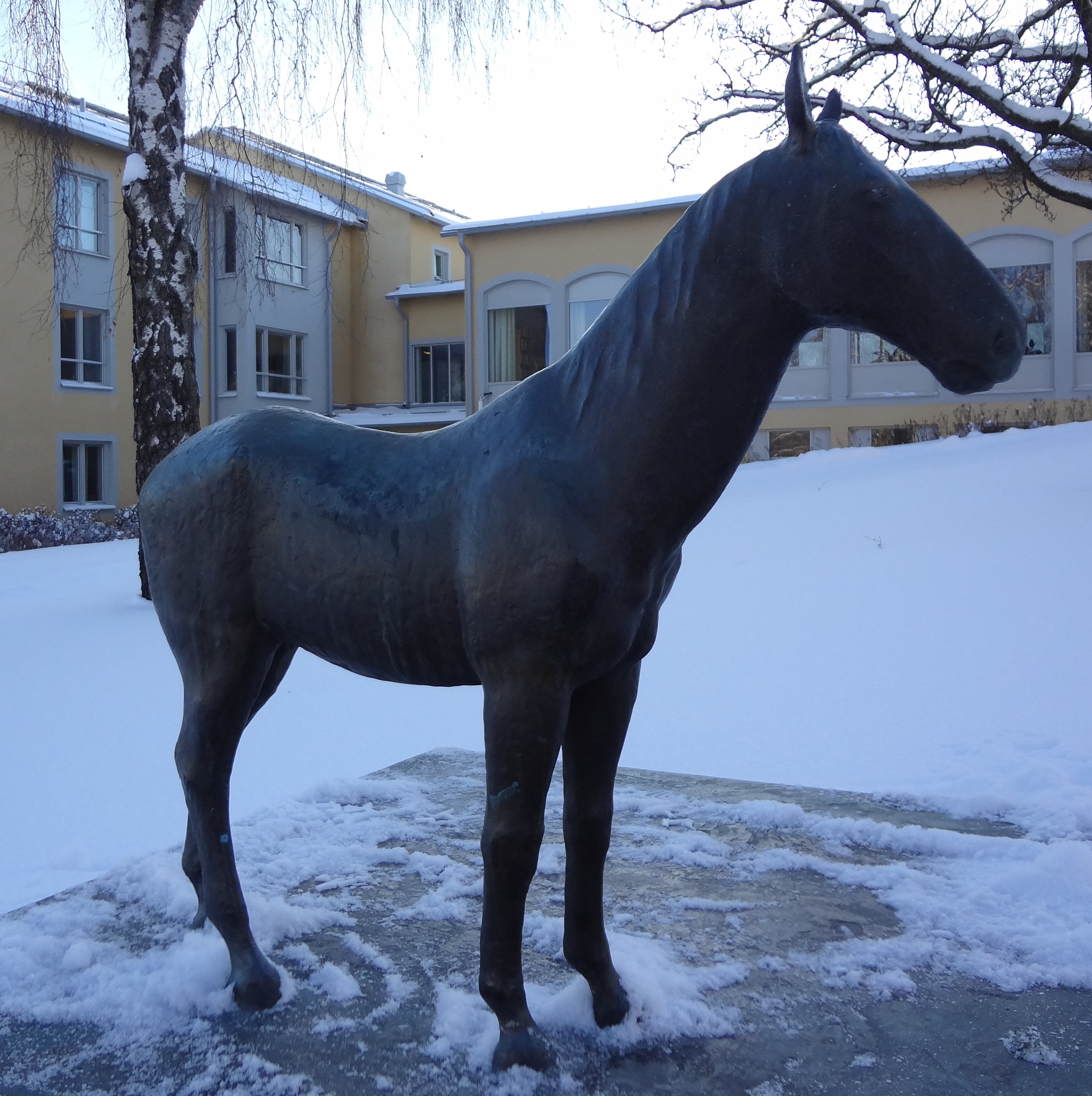
Häst och pojke i Eskilstuna.
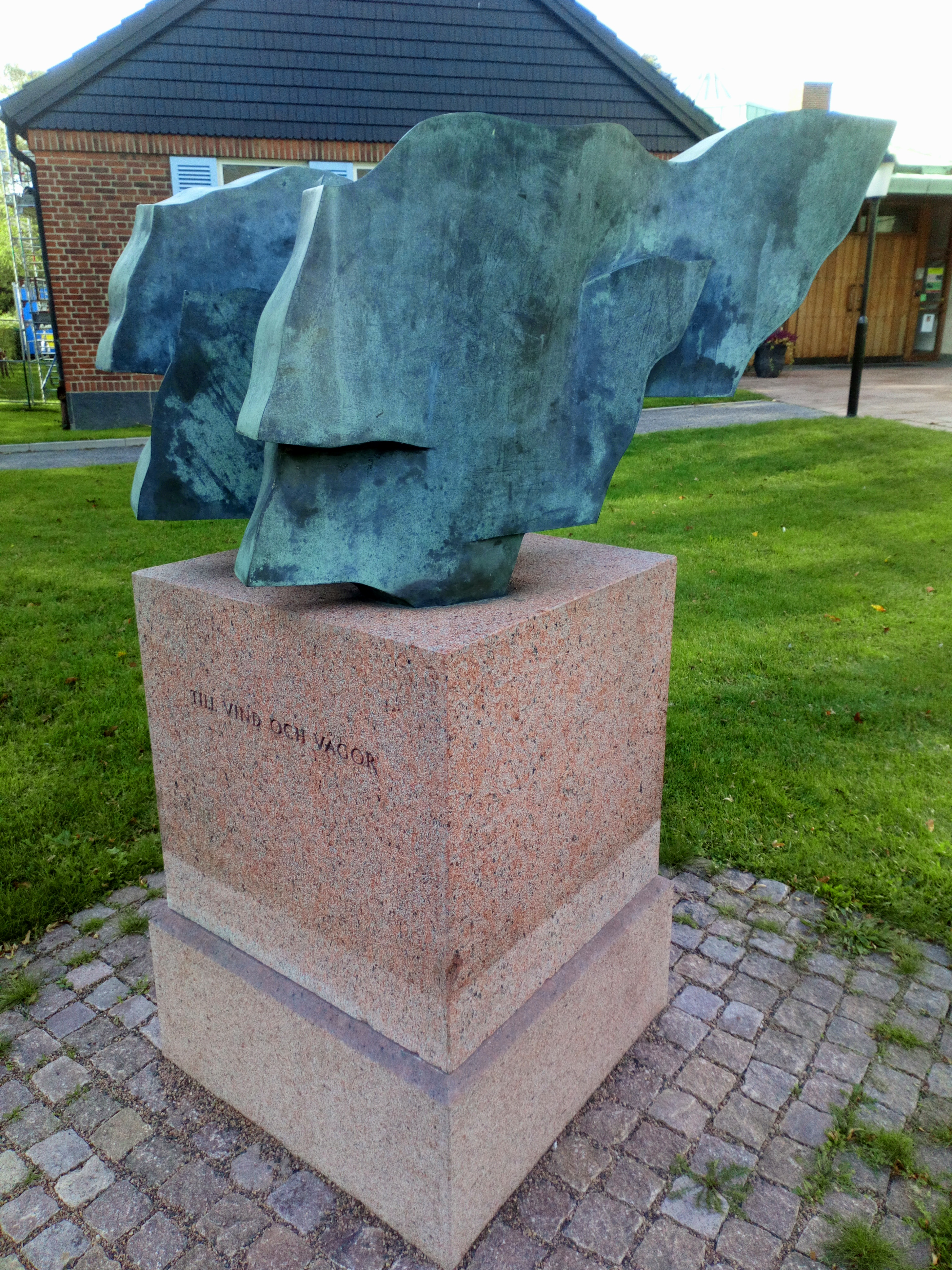
Till vind och vågor i Trelleborg